# Ptecticus illustris
Ptecticus illustris är en tvåvingeart som beskrevs av Ignaz Rudolph Schiner 1868. Ptecticus illustris ingår i släktet Ptecticus och familjen vapenflugor. Inga underarter finns listade i Catalogue of Life.